# Legio IV Scythica
A Legio IV Scythica (legio quarta scythica, IV. szkítiai légió) egy római légió volt, amely Syria provincia Zeugma városában állomásozott. Jelvénye a bak volt.

## Története
Az egységet Marcus Antonius alapította i. e. 42-ben vagy röviddel azután. Első állomáshelyei nem ismertek, de lehetséges, hogy Syriában tartózkodott és részt vett Marcus Antonius balsikerű pártus háborújában. Neve alapján az is elképzelhető, hogy a szkíták ellen harcolt, akik a Déli-Bug torkolatában alapított Olbia Pontica környékén éltek és időnként az Al-Duna környékét fosztogatták.
I. e. 31-ben Octavianus legyőzte Marcus Antoniust az actiumi csatában és az egész birodalom egyeduralkodójává vált. A IV Scythicát Moesia provinciába, a Balkánra vezényelték, ahol i. e. 29-ben a basztarna törzs átkelt a Dunán. I. e. 27-ig tartó harcokban sikerült kiűzni őket; az egyik csata során Marcus Licinius Crassus parancsnok (a hasonló nevű triumvir unokája) saját kezűleg ölte meg az ellenség Deldo nevű királyát. A légió tábora ekkor feltehetően Viminaciumban volt (ma Kostolac Szerbiában).
I. sz. 6-9 között a légió Tiberius (a leendő császár) illírek és pannonok elleni háborújában vett részt a Duna középső folyásánál. A V Macedonicával együttműködő légió nem csak a harcokból vette ki a részét, hanem utak és egyéb épületek építéséhez is igénybe vették. Fiatal korában a légióban szolgált Titus Flavius Vespasianus, a leendő császár.
Nero uralkodása alatt az egységet keletre irányították át. 58-60-ban Gnaeus Domitius Corbulo Armenia ellen indított hadjáratot és a III Gallica, VI Ferrata, valamint X Fretensis légiókkal bevonult a fővárosa, Artaxatába és ország trónjára ültette a Róma-barát Tigranészt (Nagy Heródes dédunokáját). Röviddel ezután a pártusok elűzték Tigranest és saját jelöltjüket, Tiridatészt (a I. Vologaészész pártus király testvérét) állították az ország élére.
A római megtorló hadjáratot Lucius Caesennius Paetus kappadókiai helytartó vezette 62-ben a IV Scythica és a XII Fulminata részvételével; azonban Rhandeiánál a pártusok legyőzték őket. Corbulo később visszaszerezte a római befolyást Armenia felett, azonban a becsületét vesztett két légió ebben a háborúban nem vehetett részt.
66 után a IV. szkítiai légió Zeugmába, Syria provincia északi részére, a pártus határra került, ahol az Eufrátesz fontos átkelőjét őrizte. Még ugyanebben az évben katonái egy részét a zsidók felkelésének leverésére vezényelték (a VI Ferratával és a főerő XII Fulminatával együtt), de vereséget szenvedtek. 70-ben Antiochiába küldték egy zsidóellenes pogrom elfojtására.
Nero halála után a 69-es polgárháborúban a IV Scythica korábbi tisztje, Vespasianus pártjára állt. A harcokban nem vett részt, mert korábbi vereségei miatt nem tartották eléggé harcképesnek.
A légióban szolgált Tiberius Julius Celsus Polemaeanus (ismertebb nevén Celsus), a későbbi szenátor és prokonzul, akiről Epheszosz híres könyvtárát elnevezték. Az egység katonáit alkalmazták egy szeleuciai csatorna építésénél is.
132 és 136 között a IV Scythica alegységei a zsidók Bar Kohba-féle felkelésének leverésében segédkeztek.
Határvidéki elhelyezkedése miatt a légió valószínűleg harcolt a legtöbb római-pártus háborúban, mint például Traianus 114-117 közötti vagy Lucius Verus 161-166 közötti hadjárataiban.

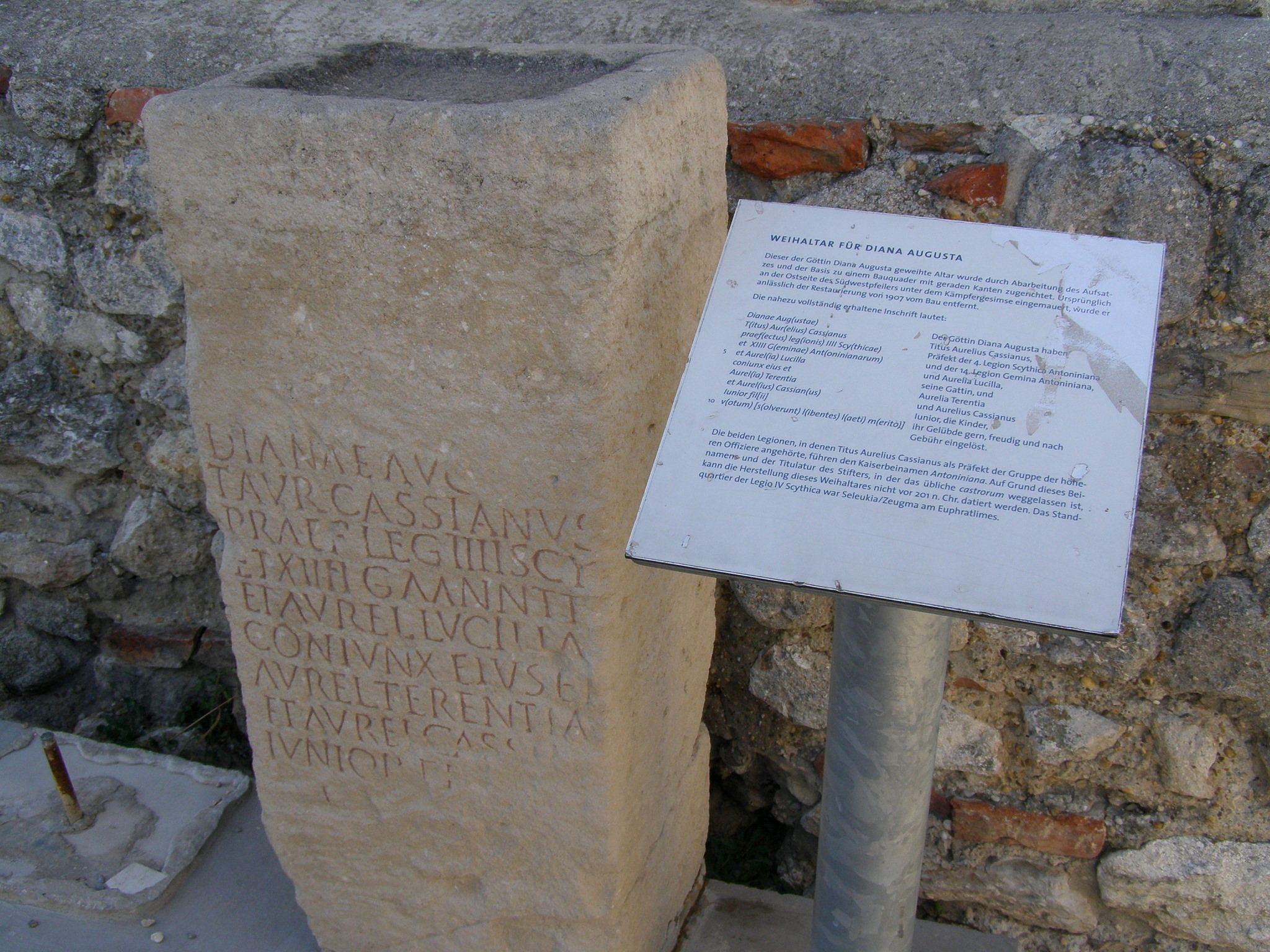
Titus Aurelius Cassianus, a IV Scythica katonája által állított Diana-oltár

181 és 183 között a légió parancsnoka a leendő császár, Lucius Septimius Severus volt, aki 193-as trónra lépése után, valamint 197-198-ban is hadat vezetett a pártusok ellen. Ezekben a IV Scythica is részt vett és utóbbi alkalommal már másodszor foszthatta ki Ktésziphónt, a pártus fővárost (az első alkalom Lucius Verus hadjáratában volt). A pártus birodalom bele is rokkant a csapásba és hamarosan a perzsa Szászánidák birodalma vette át a helyét.
Az egység valószínűleg része volt Caracalla tervezett keleti hadjáratának; a császárt azonban még előtte (217-ben) meggyilkolták. A légió parancsnoka, Gellius Maximus 219-ben fellázadt Elegabal császár ellen, de rövid úton eltávolították posztjáról.
A légió ezután eltűnik a forrásokból, de feltehetően nem szűnt meg, mert a kora 5. századbeli Notitia dignitatum még említést tesz róla, mint a szíriai haderő részéről (bár ekkor már nem Zeugmában, hanem ismeretlen helyen volt a tábora). Időközben valószínűleg harcolt a 3. századi, Szászánidák elleni háborúkban, de konkrét információ nem áll róla rendelkezésre.